# Olympische Sommerspiele 2024/Teilnehmer (Cookinseln)
| Gelbes Symbol für Goldmedaillen mit stilisierten Olympischen Ringen | Graues Symbol für Silbermedaillen mit stilisierten Olympischen Ringen | Braundes Symbol für Bronzemedaillen mit stilisierten Olympischen Ringen |
| ------------------------------------------------------------------- | --------------------------------------------------------------------- | ----------------------------------------------------------------------- |
| —                                                                   | —                                                                     | —                                                                       |

Die Cookinseln nahmen an den Olympischen Spielen 2024 vom 26. Juli bis zum 11. August 2024 in Paris mit zwei Athleten teil. Es war die insgesamt zehnte Teilnahme an Olympischen Sommerspielen.

## Teilnehmer nach Sportarten

### Leichtathletik
Laufen und Gehen
| Athleten     | Wettbewerb | Vorlauf | Vorlauf | Halbfinale | Halbfinale | Finale | Finale | Rang |
| Athleten     | Wettbewerb | Zeit    | Rang    | Zeit       | Rang       | Zeit   | Rang   | Rang |
| ------------ | ---------- | ------- | ------- | ---------- | ---------- | ------ | ------ | ---- |
| Männer       |            |         |         |            |            |        |        |      |
| Alex Beddoes | 800 m      | DNS     | DNS     | DNS        | DNS        | DNS    | DNS    | DNS  |

### Schwimmen
| Athleten         | Wettbewerb  | Vorlauf     | Vorlauf | Halbfinale    | Halbfinale    | Finale        | Finale        | Rang |
| Athleten         | Wettbewerb  | Zeit        | Rang    | Zeit          | Rang          | Zeit          | Rang          | Rang |
| ---------------- | ----------- | ----------- | ------- | ------------- | ------------- | ------------- | ------------- | ---- |
| Frauen           |             |             |         |               |               |               |               |      |
| Lanihei Connolly | 100 m Brust | 1:10,45 min | 32      | ausgeschieden | ausgeschieden | ausgeschieden | ausgeschieden | 32   |